# Christopher Street

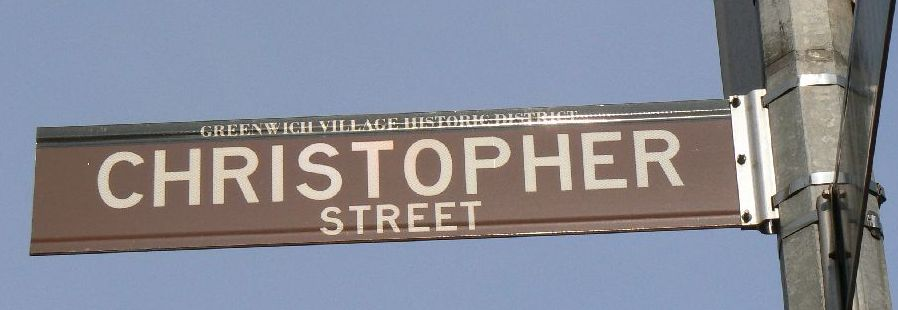
Straßenschild

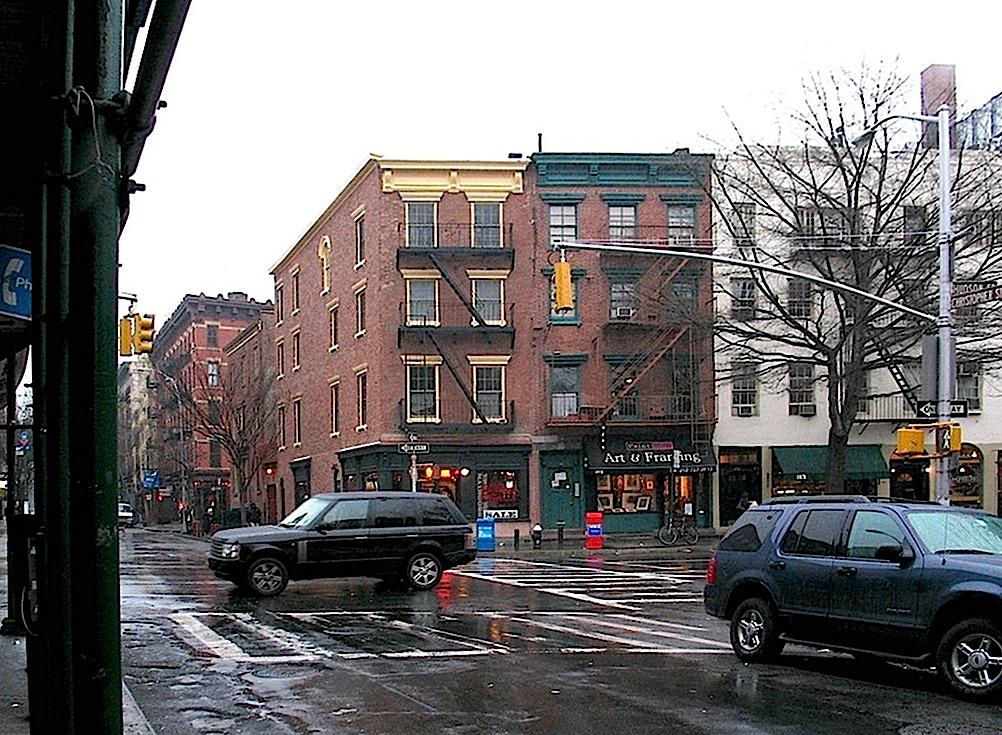
Christopher Street in Richtung Osten

Candy Store Christopher Street / Ecke 7 Av

Die Christopher Street ist eine Straße im New Yorker Stadtviertel Greenwich Village. In den 1970er Jahren war sie das Zentrum der Schwulenbewegung. Heute ist sie das Symbol der Lesben- und Schwulenbewegung, hat aber eine gemischte Anwohnerschaft, die sich gegenseitig respektiert.

## Geschichte
Der ursprüngliche Name der Straße war Skinner Road, zu Ehren von Colonel William Skinner, dem der größte Teil des Gebiets in dieser Gegend gehörte. Erst im Jahr 1799, als das Land von Charles Christopher Amos gekauft wurde, erhielt sie ihren jetzigen Namen.
In der Christopher Street fand am 28. Juni 1969 in der Bar Stonewall Inn der Stonewall-Aufstand statt, ein wichtiges Ereignis für die Schwulenbewegung. Um des ersten Jahrestages des Aufstands zu gedenken, wurde das Christopher Street Liberation Day Committee gebildet. Daraus ist eine internationale Tradition geworden, im Sommer eine Demonstration für die Rechte von Schwulen und Lesben abzuhalten. In Berlin, Köln und anderen deutschen Großstädten werden diese Demonstrationen jedes Jahr als Christopher Street Day oder kurz „CSD“ abgehalten.
Christopher Street war auch der Name einer US-amerikanischen Zeitschrift, die von Juli 1976 bis etwa zur Jahrtausendwende veröffentlicht wurde.
An der Ecke zur 7th Avenue ist eine der Sehenswürdigkeiten der Christopher Street zu finden. Von den älteren Anwohnern Candy Store genannt, beherbergt das Ladengeschäft heute einen Nachbarschaftsladen (Convenience Store). In den Boden vor diesem Geschäft ist das Hess-Dreieck eingelassen.
An der Kreuzung Christopher Street / Greenwich Street liegt das massive, in rotem Klinker erstellte Archive. Heute ein Apartmenthaus, diente dieses im Jahre 1899 errichtete Gebäude bis 1988 als U.S. Appraiser’s Warehouse und steht unter Denkmalschutz. Zwischen Bleeker Street und 7th Avenue befindet sich die St. John’s Evangelical Lutheran Church.

Koordinaten: 40° 44′ 2″ N, 74° 0′ 6″ W